# Optique matricielle
L'optique matricielle est un formalisme mathématique employé pour calculer la trajectoire des rayons lumineux dans un système optique centré (à symétrie de révolution), dans le cadre de l'optique paraxiale (approximation de Gauss).
Ce formalisme ne doit pas être confondu aux autres formalismes matriciels en optique, à savoir ceux de Jones et de Mueller, qui sont employés pour calculer les effets de polarisation.

## Contexte et application
L’optique géométrique décrit la trajectoire des rayons lumineux, qui permettent de construire à l'aide de dessins l'image d'un objet à travers un système optique. Mais en présence d'un grand nombre d'éléments (dioptres, lentilles, miroirs) et de multiples rayons, ce calcul graphique peut s'avérer complexe et imprécis. Les calculs de position et de taille de l'image par de multiples formules de conjugaison peuvent également être difficiles.
Lorsque l'on étudie des systèmes centrés et que les rayons sont peu inclinés (moins de 5 degrés) et peu écartés par rapport à l'axe optique, soit les conditions de l'approximation de Gauss, le calcul des réfractions à travers les dioptres par la loi de Snell-Descartes se linéarise :
où les n1,2 sont les indices des milieux et les i1,2 les angles d'incidence de part et d'autre de l'interface.
Dans le cadre de cette optique dite paraxiale, les points et angles d'impacts des rayons le long du système peuvent donc s'exprimer, comme toute application linéaire, en termes de produits de matrices et de vecteurs, décrits dans la section suivante.
Ce formalisme est ainsi une première approche pour calculer analytiquement le trajet des rayons et la position de l'image à travers tout système optique centré. Il peut aussi servir pour le calcul numérique rapide de la propagation d'un faisceau de multiples rayons.

## Formalisme matriciel
Pour un système à symétrie de révolution, le rayon lumineux passant par un point P est totalement défini par un vecteur colonne {\displaystyle {\binom {y}{n\theta }}}dont les éléments sont :
- la coordonnée y du point P par rapport à l’axe optique,
- l’angle optique nθ, produit de l’indice n du milieu par l’angle d’inclinaison θ (orienté dans le sens trigonométrique) du rayon par rapport à l’axe optique.

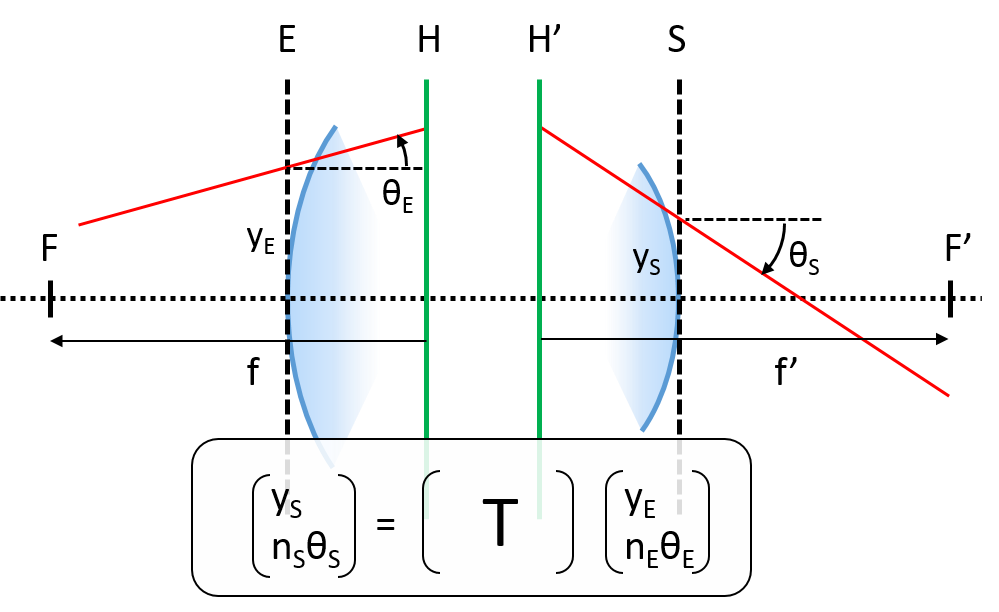
Définition de la matrice de transfert en optique matricielle.

Dans l'approximation paraxiale, l'action sur ce rayon de tout système optique centré peut être représentée par une matrice de transfert T, qui relie le vecteur représentant le rayon d'entrée E au vecteur représentant le rayon de sortie S par :
{\displaystyle {\binom {y_{S}}{n_{S}\theta _{S}}}_{S}={\begin{pmatrix}T_{11}&T_{12}\\T_{21}&T_{22}\end{pmatrix}}{\binom {y_{E}}{n_{E}\theta _{E}}}_{E}}
Les éléments de la matrice T de la traversée du système optique renseignent sur ses grandeurs caractéristiques :
- la vergence du système est donnée par {\displaystyle V=-T_{21}=-n_{E}/f=n_{S}/f'}, avec f et f ' les distances focales objet et image.
- la position des foyers objet F tel que {\displaystyle {\overline {EF}}=fT_{22}} et image F’ tel que {\displaystyle {\overline {SF'}}=f'T_{11}}.
- la position des plans principaux objet H tel que {\displaystyle {\overline {EH}}=f(T_{22}-1)} et image H’ tel que {\displaystyle {\overline {SH'}}=f'(T_{11}-1)}.

Le déterminant d'une matrice de transfert est toujours égal à l'unité, avec cette définition : det(T) = 1.
Lorsque l'on passe par plusieurs éléments successifs de matrices de transfert T, T', T'', la matrice de transfert finale est logiquement le produit des matrices de transfert des éléments, telle que :
{\displaystyle {\binom {y_{S}}{n_{S}\theta _{S}}}_{S}=\mathrm {T''} \mathrm {T'} \mathrm {T} {\binom {y_{E}}{n_{E}\theta _{E}}}_{E}}
Attention, le produit matriciel est non commutatif, il faut donc bien multiplier les matrices dans l'ordre des éléments traversés (et les écrire dans l'ordre inverse).

## Matrices fondamentales

### Propagation dans un milieu homogène
Pour une propagation de la distance z le long de l'axe optique, dans un milieu homogène d’indice de réfraction n, la matrice de transfert est :
{\displaystyle {\begin{pmatrix}1&z/n\\0&1\end{pmatrix}}}
Par exemple, à la suite d'une propagation de la distance z dans l'air, le rayon (y1, θ1) se retrouve en (y2, θ2) tel que :
{\displaystyle y_{2}=y_{1}+z\theta _{1}\quad {\text{  et  }}\quad \theta _{2}=\theta _{1}}.

### Passage à travers un dioptre, miroir, lentille mince sphériques
Pour la traversée d'un dioptre, miroir, lentille mince, tous sphériques, de dimension le long de l'axe optique négligeable, la matrice de transfert est :
{\displaystyle {\begin{pmatrix}1&0\\-V&1\end{pmatrix}}}
avec la vergence V donnée par :
- {\displaystyle V={\frac {n_{2}-n_{1}}{\overline {SC}}}} pour un dioptre sphérique à l'interface entre les milieux d'indice n1 et n2, de sommet S et de centre de courbure C.
- {\displaystyle V=-{\frac {2n}{\overline {SC}}}} pour un miroir sphérique de sommet S et de centre de courbure C (cas particulier du dioptre).
- {\displaystyle V={\frac {1}{f'}}} pour une lentille mince de focale f'.

Par exemple, pour tout rayon parallèle à l'axe optique (y1,θ1=0) impactant une lentille mince, puis propagé dans l'air d'une distance z = f' égale à la focale de la lentille, on obtient :
{\displaystyle {\binom {y_{2}}{\theta _{2}}}_{z=f'}={\begin{pmatrix}1&f'\\0&1\end{pmatrix}}{\begin{pmatrix}1&0\\-1/f'&1\end{pmatrix}}{\binom {y_{1}}{0}}_{z=0}}
{\displaystyle {\binom {y_{2}}{\theta _{2}}}_{z=f'}={\begin{pmatrix}0&f'\\-1/f'&1\end{pmatrix}}{\binom {y_{1}}{0}}_{z=0}}
d'où : y2=0, et θ2=–y1/f'
Quel que soit le point d'impact y1 sur la lentille mince, il arrive à y2 = 0 : on obtient bien le foyer.

### Passage entre deux plans conjugués par un système centré de caractéristiques connues
Entre deux plans conjugués par un système centré de caractéristiques connues, la matrice de transfert est :
{\displaystyle {\begin{pmatrix}g_{y}&0\\-V&Gn_{E}/n_{S}\end{pmatrix}}}
où V est la vergence du système, gy le grandissement transversal et G le grossissement entre les plans conjugués.
Par exemple, pour les plans conjugués situées à z = –2f et z = +2f d'une lentille mince dans l'air, on calcule la matrice de transfert :
{\displaystyle {\binom {y_{2}}{\theta _{2}}}_{z=2f'}=\overbrace {{\begin{pmatrix}1&2f'\\0&1\end{pmatrix}}{\begin{pmatrix}1&0\\-1/f'&1\end{pmatrix}}{\begin{pmatrix}1&2f'\\0&1\end{pmatrix}}} ^{\mathrm {T} }{\binom {y_{1}}{\theta _{1}}}_{z=-2f'}}
{\displaystyle \mathrm {T} ={\begin{pmatrix}1&2f'\\0&1\end{pmatrix}}{\begin{pmatrix}1&2f'\\-1/f'&-1\end{pmatrix}}={\begin{pmatrix}-1&0\\0&-1\end{pmatrix}}}
On identifie le résultat connu d'un grandissement transversal gy = –1 (image de même taille que l'objet mais inversée) et un grossissement G = –1  également.